# 興朝
興朝（こうちょう）は、明末清初の農民反乱の指導者である孫可望が大西政権を継承した際に使用したとの説のある私年号。1646年 - 1647年。
李崇智は出典がないことを理由に存在を否定している。

## 西暦・干支との対照表
| 興朝 | 元年    | 2年      |
| 西暦 | 1646年  | 1647年   |
| 干支 | 丙戌    | 丁亥     |
| 清   | 順治3年 | 順治4年  |
| 南明 | 隆武2年 | 永暦元年 |